# Qualificazioni alla Coppa del Mondo di rugby 2015 - Africa
Le qualificazioni africane alla Coppa del Mondo di rugby 2015 si tennero tra il 2012 e il 2014 e riguardarono 13 squadre nazionali africane che dovettero esprimere una qualificata direttamente alla Coppa e destinarne una ai ripescaggi intercontinentali.
Alla Coppa del Mondo di rugby 2015 furono ammesse di diritto le dodici squadre meglio classificate dell'edizione del 2011 (le otto quartifinaliste più le migliori terze classificate della fase a gironi) tra cui il Sudafrica, che quindi non fu interessato dalle qualificazioni.
Le qualificazioni si svolsero su tre turni, ciascuno dei quali coincidenti con una di tre annate consecutive dell'Africa Cup, da quella del 2012 a quella del 2014; in particolare, per l'edizione del 2012 furono usati i risultati delle due divisioni inferiori del torneo, nel 2013 le due superiori e nel 2014 solo la prima.
A qualificarsi per la Coppa del Mondo, per la quinta volta consecutiva, fu la Namibia, vincitrice della Coppa d'Africa 2014, mentre invece lo Zimbabwe, giunto secondo nel torneo finale di qualificazione, fu destinato al primo turno degli spareggi interzona contro la ripescata proveniente dalla zona europea.

## Criteri di qualificazione
Sostanzialmente il primo e il secondo turno ebbero la funzione di stabilire la formazione dell'Africa Cup 2014 al termine della quale si sarebbero conosciute sia la squadra qualificata che quella che avrebbe acceduto ai ripescaggi.
- Primo turno (luglio 2012). Coincise con la disputa delle divisioni 1.B e 1.C della Coppa d'Africa 2012; accedettero al secondo turno la squadra vincitrice della divisione 1.C e tutte quelle della divisione 1.B tranne quella retrocessa in divisione 1.C per l'anno successivo[1].
- Secondo turno (giugno — luglio 2013). Coincise con le divisioni 1.A e 1.B della Coppa d'Africa 2013, entrambe composte da 4 squadre. A qualificarsi per il terzo e ultimo turno furono la vincitrice della divisione 1.B e le tre squadre superstiti della divisione 1.A[1].
- Terzo turno (giugno — luglio 2014). Esso coincise con la disputa della divisione 1.A della Coppa d'Africa 2014. Le quattro squadre superstiti si affrontarono in un girone all'italiana e la prima classificata, oltre al titolo di campione continentale, fu qualificata direttamente alla Coppa del Mondo, mentre la seconda accedette al primo turno dei ripescaggi interzona da disputarsi contro la squadra ripescata della zona europea[1].

## Situazione prima degli incontri di qualificazione
| Primo turno | Secondo turno | Terzo turno | Qualificate                                                                                               |
| --- | --- | --- | --- |
| Coppa d'Africa 2012 Div. 1.B - Madagascar - Marocco - Namibia - Senegal Coppa d'Africa 2012 Div. 1.C - Botswana - Costa d'Avorio - Mauritius - Nigeria - Zambia | Coppa d'Africa 2013 Div. 1.A - Kenya - Uganda - Zimbabwe - Qualificata dal 1º turno Div. 1.B Coppa d'Africa 2013 Div. 1.B - Tunisia - Proveniente da Div. 1.B 2012 - Proveniente da Div. 1.B 2012 - Qualificata dal 1º turno Div. 1.C | Coppa d'Africa 2014 Div. 1.A - Proveniente da Div. 1.B. 2013 - Proveniente da Div. 1.B. 2013 - Proveniente da Div. 1.B. 2013 - Qualificata dal 2º turno Div. 1.B | Classificata direttamente: - 1ª classificata Div. 1.A 2014 Ai ripescaggi: - 2ª classificata Div. 1.A 2014 |

## Primo turno

### Esito del primo turno
- Zimbabwe, Uganda, Kenya e Madagascar: qualificate al secondo turno per la divisione 1.A
- Botswana, Namibia, Senegal e Tunisia: qualificate al secondo turno per la divisione 1.B

## Secondo turno

### Esito del secondo turno
- Kenya, Zimbabwe, Madagascar e Namibia: qualificate al terzo turno

## Terzo turno

### Esito del terzo turno
- Namibia: qualificata alla Coppa del Mondo
- Zimbabwe: ai ripescaggi interzona

## Quadro generale delle qualificazioni
In grassetto le squadre qualificate al turno successivo
| Primo turno | Secondo turno | Terzo turno                                                            | Qualificate                                                    |
| --- | --- | ---------------------------------------------------------------------- | -------------------------------------------------------------- |
| Coppa d'Africa 2012 Div. 1.B - Madagascar - Marocco - Namibia - Senegal Coppa d'Africa 2012 Div. 1.C - Botswana - Costa d'Avorio - Mauritius - Nigeria - Zambia | Coppa d'Africa 2013 Div. 1.A - Kenya - Uganda - Zimbabwe - Madagascar Coppa d'Africa 2013 Div. 1.B - Tunisia - Namibia - Senegal - Botswana | Coppa d'Africa 2014 Div. 1.A - Kenya - Madagascar - Zimbabwe - Namibia | Classificata direttamente: - Namibia Ai ripescaggi: - Zimbabwe |